# Betula grossa
Betula grossa — вид квіткових рослин з родини березових (Betulaceae). Ендемік Японії.

## Поширення й екологія
Ендемік Японії. Вид зустрічається на трьох південних островах Японії. Його ареал простягається від півночі Хонсю на південь до Сікоку і Кюсю, досягаючи вищих висот на півдні..

## Галерея

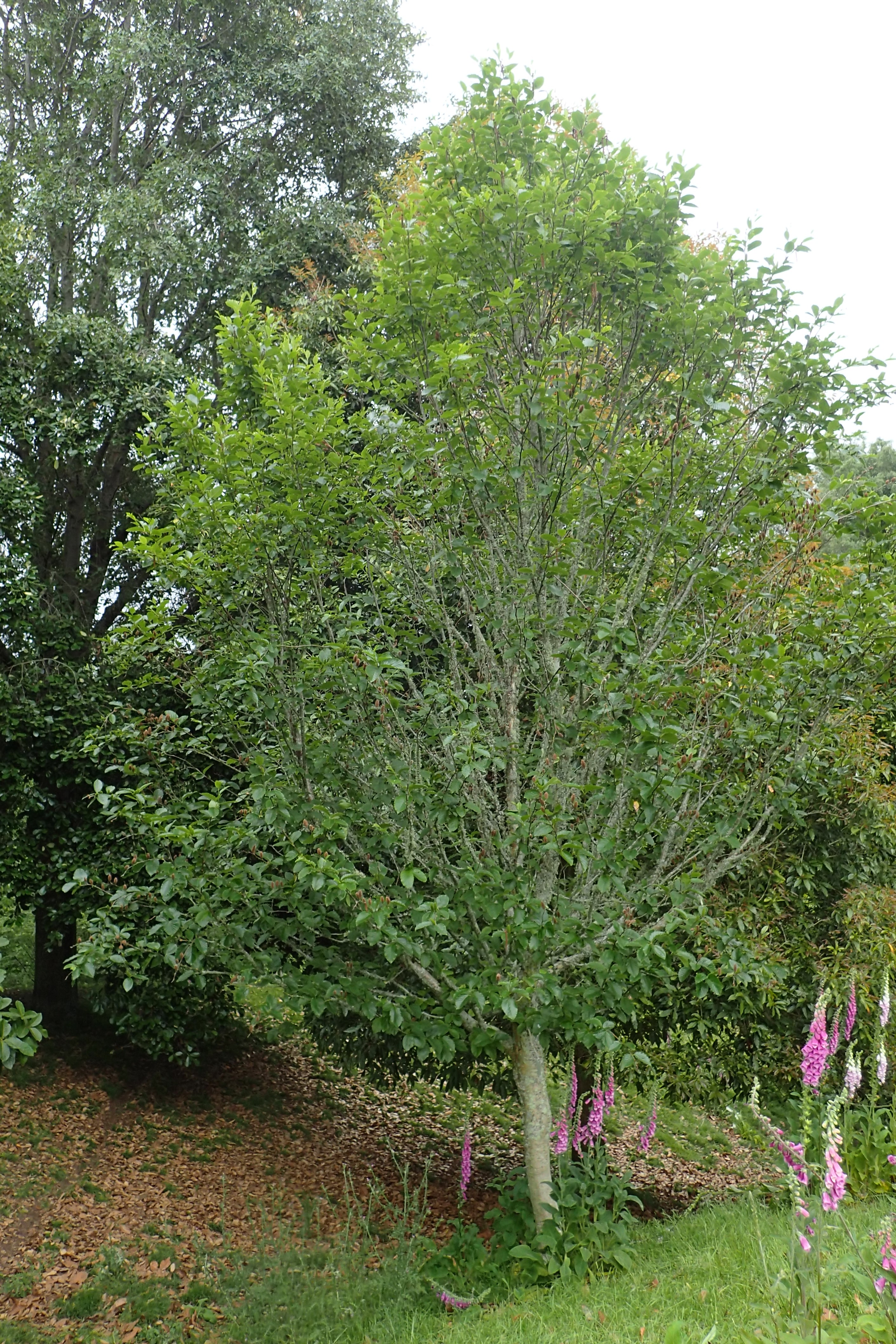
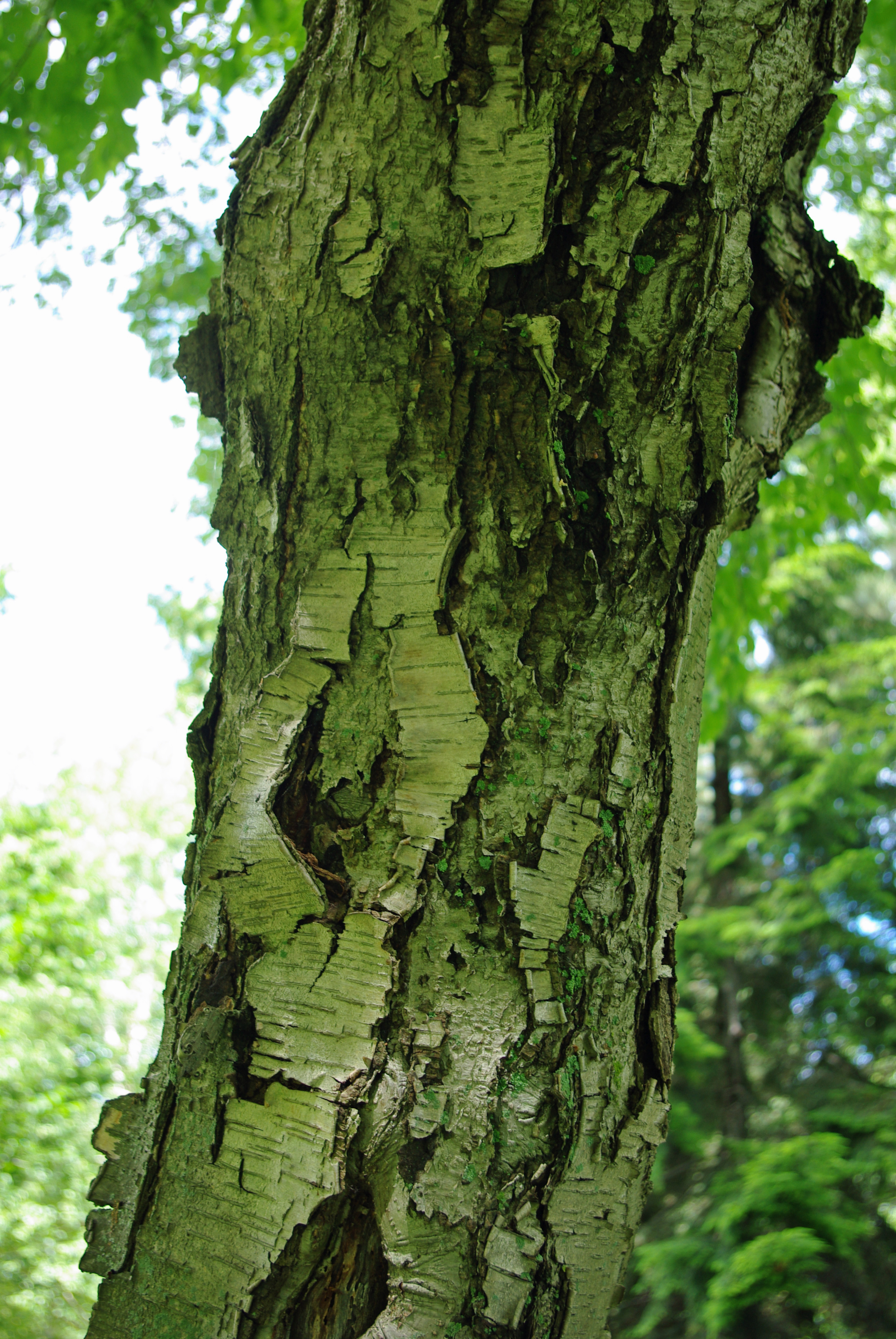
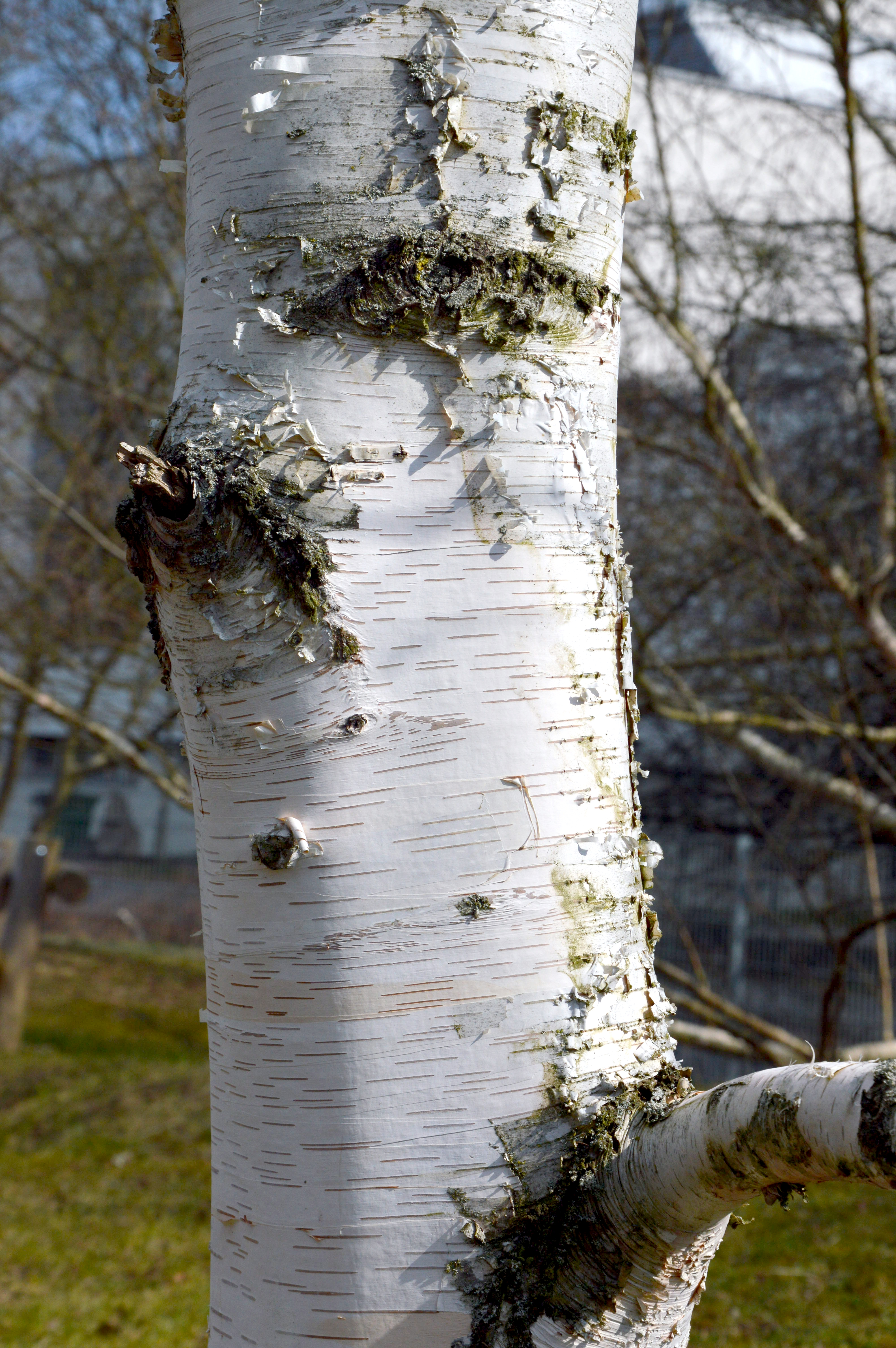
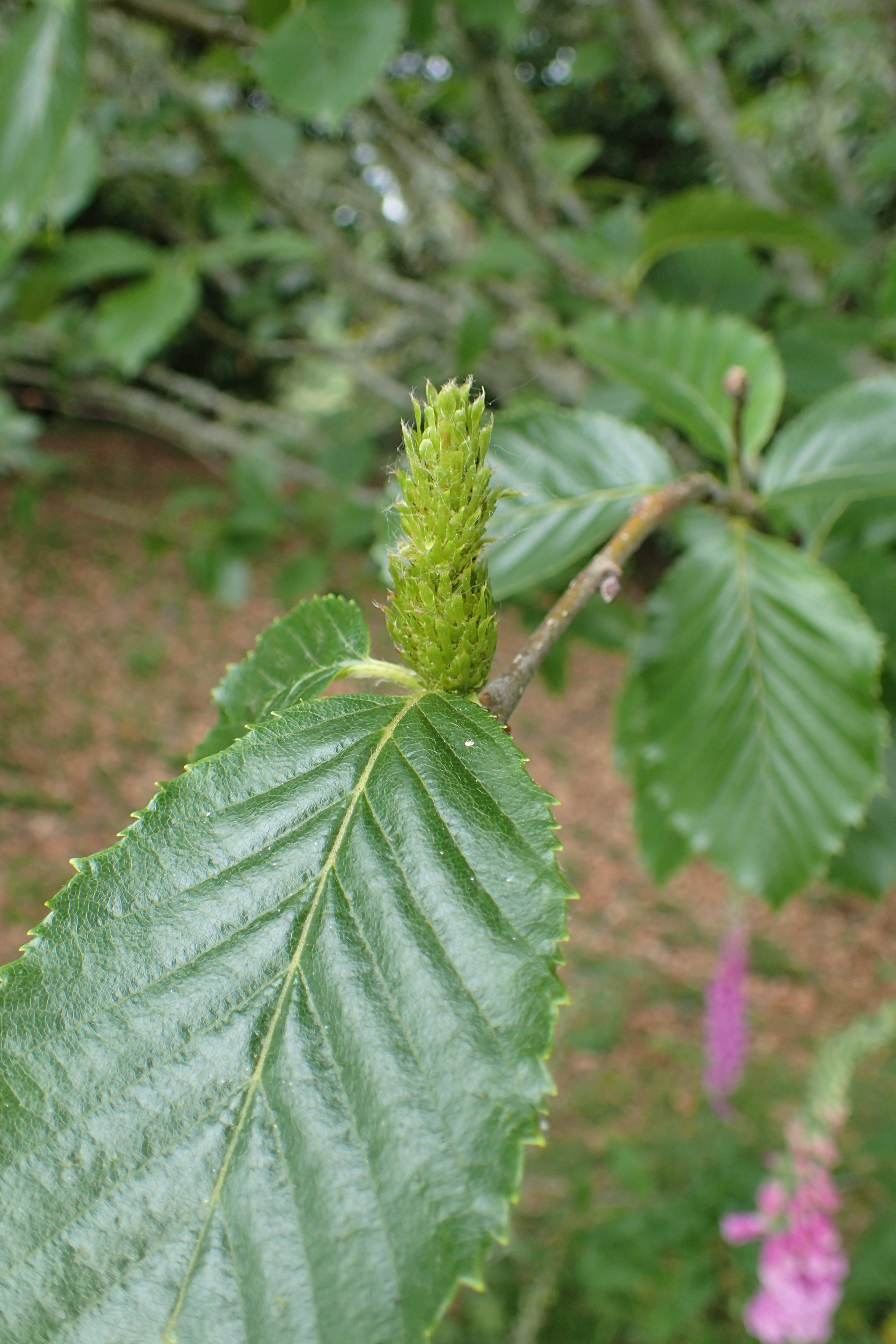
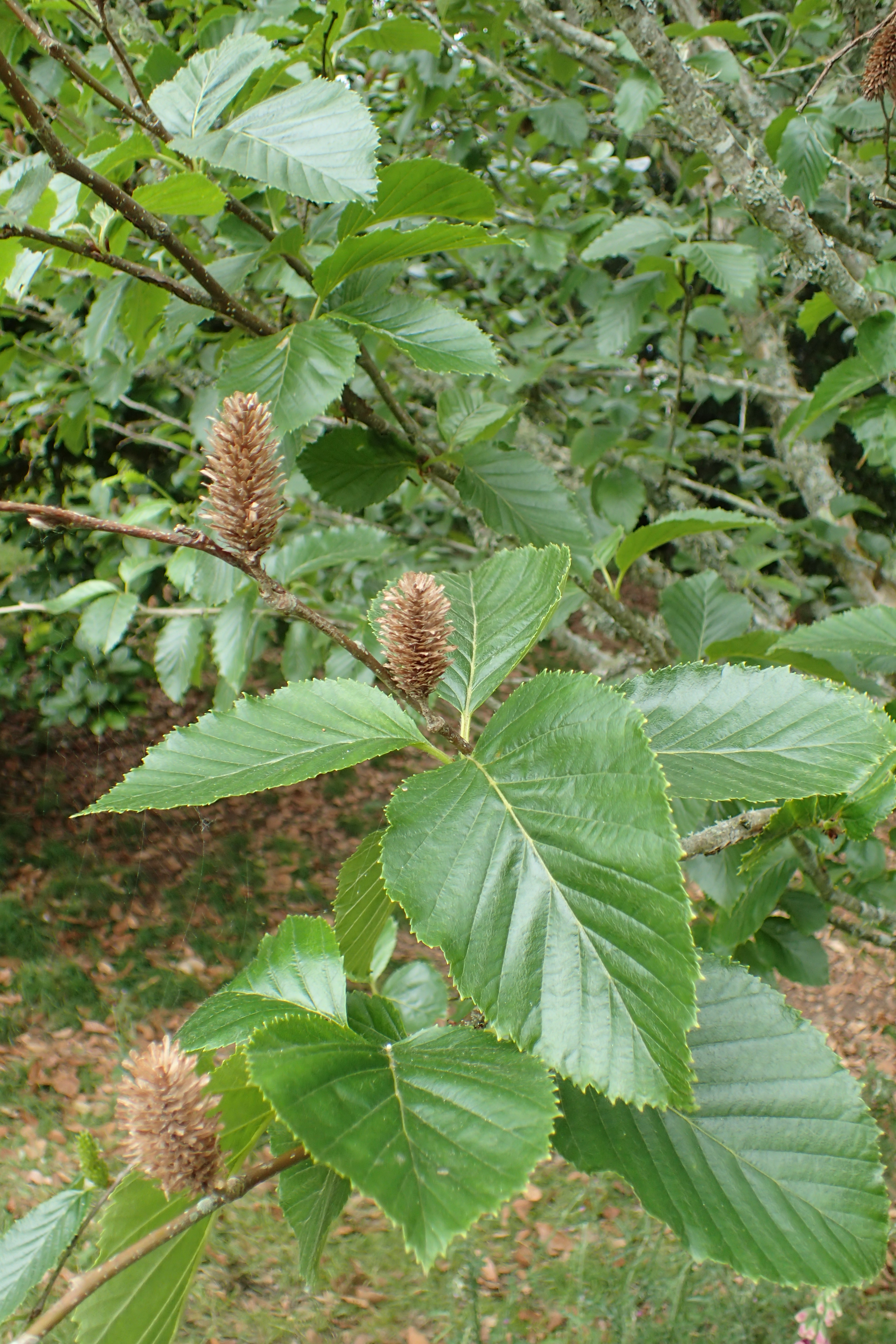